# Johannespassionen
Johannespassionen (BWV 245, tysk: Johannes-Passion) er en musikalsk passion komponeret af Johann Sebastian Bach. Den blev skrevet i løbet af Bachs første år som instruktør for kirkemusik i Leipzig, og blev første gang opført den 7. april 1724, på Langfredags vesper i St. Nicholais-kirken.
Passionen er skrevet for: Sopran, alt, tenor, bas og symfoniorkester.
Johannespassionen er i to dele og varer ca. 1 time og 50 minutter.
Passionen er sammensat af recitativer og kor, der fortæller om Kristi lidelse som fortalt i Johannesevangeliet.
Ariasos og Arierne reflekterer over handlingen. Sammenlignet med Matthæuspassionen blev Johannespassionen beskrevet som mere uhæmmet og mindre "færdig".[kilde mangler]
Passionen høres oftest i 1724-udgaven.
Oprindeligt skulle Johannespassionen opføres i St. Thomas-kirke i Leipzig. Men på grund af en ændring i sidste øjeblik blev det ændret til St. Nicholais-kirken. Bach accepterede deres ønske om at kunne holde gudstjenesten der.
Forskere har opdaget, at Bach reviderede sin Johannespassion flere gange, før de producerede en endelig version i 1740'erne.